# Cyklotaxi
Cyklotaxi je služba cyklistům, která obsahuje přepravu cyklilsty včetně jeho kola z místa A na místo B dle vzájemné domluvy. Služba je cyklisty žádaná především při závažných poruchách kol při jízdě, nepřízni počasí atp. Další příležitost kdy využít cyklotaxi je například při vyjížďce z velkého města kdy cesta za město trvá dlouho a je nepříjemnou součástí vyjížďky, to samé pak cesta zpět.
Tuto službu obvykle nabízejí cykloservisy a taxi společnosti.